# Lagenocarpus parvulus
Lagenocarpus parvulus là loài thực vật có hoa trong họ Cói. Loài này được (C.B.Clarke) H.Pfeiff. mô tả khoa học đầu tiên năm 1922.